# Н’Дур, Йуссу
Юссу́ Н’Дур (фр. Youssou N'Dour; род. 1 октября 1959, Дакар) — сенегальский певец и барабанщик. Министр культуры Сенегала с апреля 2012 года по сентябрь 2013 года.

## Биография
Один из самых известных певцов африканского континента, к которому пришла мировая слава после написания и исполнения композиции «7 Seconds» в дуэте с Нене Черри в 1994 году. Сотрудничал с режиссёром Мишелем Осело — создал саундтрек к фильму «Кирику и колдунья».
В начале 2012 года он заявил, что намерен баллотироваться на пост президента Сенегала против выдвигавшегося на третий срок главы государства Абдулая Вада. Однако Верховный суд страны запретил ему это делать. Н’Дур поддержал оппозиционного кандидата Маки Саля и после победы того на выборах был назначен министром культуры Сенегала.

## Дискография
- Bitim Rew (1984)
- Nelson Mandela (1986)
- Immigrés (1988)
- The Lion (1989) — considered his breakthrough album
- Set (1990)
- Eyes Open (1992)
- Guide (Wommat) (1994)
- Djamil (1996)
- Inedits 84-85 (1997)
- Special Fin D’annee Plus (1999)
- Lii (2000)
- Joko: The Link (2000)
- Rewmi (2000)
- Le Grand Bal (2000)
- St. Louis (2000)
- Le Grand Bal a Bercy (2001)
- Ba Tay (2002)
- Nothing’s In Vain (2002)
- Youssou N’Dour and His Friends (2002)
- Kirikou (2004)
- Egypt (2004)
- Alsaama Day (2007)
- Rokku Mi Rokka (2007) — This album was #30 on Rolling Stone's list of the Top 50 Albums of 2007.[4]
- Salagne-Salagne (2009)
- Dakar — Kingston (2010)
- Mbalakh Dafay Wakh (2011)

### Сборники
- The Best of Youssou N’Dour (1995)
- "Euleek Sibir with Omar (You et Pene) (1996)
- Immigrés/Bitim Rew (1997)
- Best of the 80’s (1998)
- Hey You: The Essential Collection 1988—1990 (1998)
- Birth of a Star (2001)
- Rough Guide to Youssou N’Dour & Etoile de Dakar (2002)
- 7 Seconds: The Best of Youssou N’Dour (Remastered) (2004)
- Instant Karma: The Amnesty International Campaign to Save Darfur — John Lennon’s «Jealous Guy» (2007)

## Синглы
| Год  | Название                             | Позиция в чарте | Позиция в чарте                                                 | Позиция в чарте    | Позиция в чарте                               | Позиция в чарте  | Позиция в чарте                                                   | Позиция в чарте | Позиция в чарте                                   | Альбом                                                               |
| Год  | Название                             | US Hot 100      | US Архивная копия от 16 мая 2007 на Wayback Machine Modern Rock | US Mainstream Rock | UK Архивировано 13 августа 2012 года. Singles | European Singles | France Архивная копия от 8 января 2009 на Wayback Machine Singles | German Singles  | Swedish Архивировано 12 января 2013 года. Singles | Альбом                                                               |
| 1989 | «Shaking the Tree» (с Peter Gabriel) | -               | # 9                                                             | -                  | #61                                           | -                | -                                                                 | -               | -                                                 | The Lion.                                                            |
| 1994 | «7 Seconds»                          | #98             | -                                                               | -                  | # 3                                           | # 8              | # 1                                                               | # 3             | # 3                                               | (Single). Дуэт с Нене Черри.                                         |
| 2002 | «So Many Men» (с Ждоем Дениэлем)     | -               | -                                                               | -                  | -                                             | -                | # 35                                                              | -               | -                                                 | Nothing’s in Vain (Coono du reer). (Single). Дуэт с Паскалем Обиспо. |